# McGill University
McGill University är ett provinsägt och forskningsintensivt universitet i Montréal i Québec i Kanada. Det huvudsakliga undervisningsspråket är engelska. Universitetets huvudcampus omfattar 32 hektar vid Mont Royals fot i Montréals innerstad. Universitetets andra campus, Macdonald Campus, omfattar 650 hektar i Sainte-Anne-de-Bellevue 32 kilometer väster om innerstadscampuset. McGill omfattar 21 fakulteter och högskolor, och utfärdar examina i över 300 ämnesområden. Universitetet har också fältstationer i Mont-Saint-Hilaire och Schefferville i Québec samt Axel Heibergön i Nunavut och Holetown i Barbados.
Lärosätet grundades 1821 efter att Montréalköpmannen James McGill testamenterade pengar och mark för ett universitet. McGill var det första icke-konfessionella universitetet i det brittiska imperiet. Redpath Museum, som hör till universitetet, är den äldsta byggnaden i Nordamerika som byggdes specifikt för museiändamål. Detta naturhistoriska museum öppnade 1882.
Svensken Hans-Ola Ericsson är lärare på universitets institution för musik, där även hans landsman Bengt Hambraeus varit verksam.
Det rankas som det 40:e främsta lärosätet i världen i Times Higher Educations ranking av världens främsta lärosäten 2021. McGill University placerade sig 2021 på plats 31 i QS Universitetsvärldsrankning över världens bästa universitet.

## Historia

### The Royal Institution for the Advancement of Learning

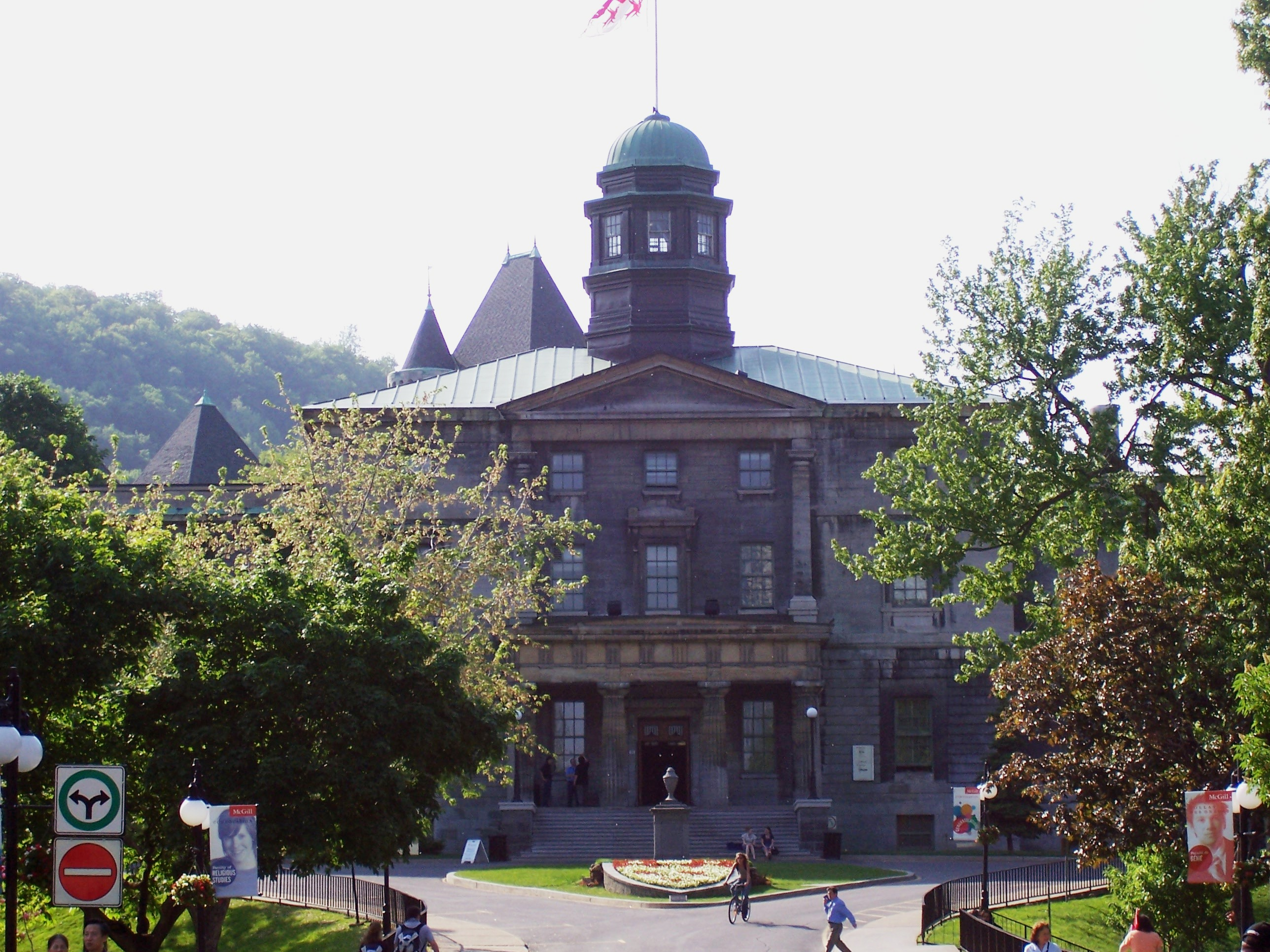
Arts Building, byggt 1843, är campusområdets äldsta byggnad.

The Royal Institution for the Advancement of Learning (R.I.A.L.), McGills föregångare, skapades 1801 genom en lag som stiftades av Nedre Kanadas lagstiftande församling.  Institutionens ursprungssyfte var att administrera läroverk i Nedre Kanada (den södra tredjedelen av dagens Québec), men den fick ägna en stor del av sina tidiga år åt att skaffa statliga medel för att skapa och driva dessa skolor. Skolorna var främst avsedda för de protestantiska och engelskspråkiga invånarna i Nedre Kanada.
1811 testamenterade James McGill egendomen Burnside (19 ha) och 10 000 pund till R.I.A.L. Marken och pengarna skulle enligt testamentet användas till etablerandet av ett college eller universitet. McGill hade invandrat från Skottland och var en framgångsrik engelsk- och franskspråkig handelsman. När han dog i december 1813 blev det R.I.A.L.:s uppgift att upprätta skolan. Enligt McGills testamente skulle marken och pengarna tillfalla hans frus, Charlotte Desrivières, arvingar om ingen skola hade upprättats inom 10 år efter hans död. Dessutom skulle den nya skolan bära hans namn.
Efter utdragna juridiska strider med familjen Desrivières upprättades McGill College 1821. Rättsprocesserna, som fortsatte ända till 1835, och avsaknaden av statliga medel gjorde att ingen undervisning skedde förrän 1829. Samma år blev Montreal Medical Institution collegets medicinska fakultet. Det var också den enda fakulteten fram till 1843 då filosofiska fakulteten upprättades. Efterhand förlorade R.I.A.L. ansvaret för de 84 läroverk som det hade administrerat. Dess enda uppgift idag är att förvalta James McGills förmögenhet och vara huvudman för universitetet.

### Utbyggnad

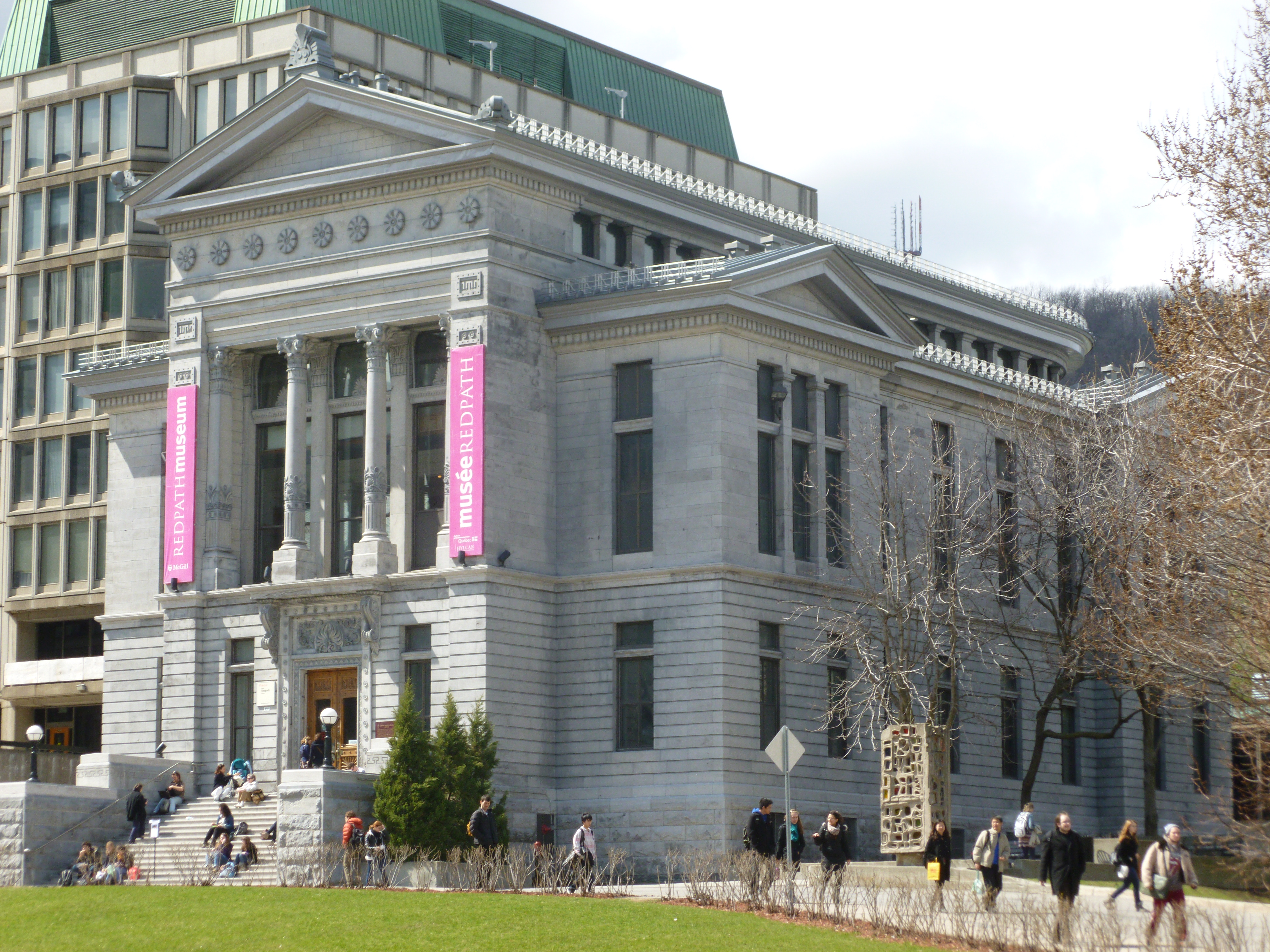
Redpath Museum är en av de byggnader som Peter Redpath donerade till universitetet

1885 bytte McGill College formellt namn till McGill University, även om det nya namnet hade använts informellt i flera år. Fram till 1920 växte därefter universitetet snabbt, och många byggnader uppfördes på campusområdet. 1905 skapades även ett andra campus då William Macdonald donerade pengar till ett college i Sainte-Anne-de-Bellevue, 32 km väster om Montréal. Macdonald College antog sina första studenter 1907, och erbjöd ursprungligen jordbruks-, hushålls- och lärarutbildning.
McGill stod också bakom de första högskolorna i British Columbia, i Victoria och Vancouver. Victoria College, som skapades 1903, blev senare University of Victoria. McGill University College of British Columbia, startat 1908, blev University of British Columbia, provinsens första universitet, 1915.

### McGill français-rörelsen
Under 1960-talet förändrades Québec snabbt i nationalistisk och socialdemokratisk riktning, den så kallade tysta revolutionen. McGill, som endast hade 3 % franskspråkiga studenter, uppfattades som en bastion för den engelskspråkiga överklassen. Dessutom fanns det i Montréal vid denna tidpunkt bara ett franskspråkigt universitet, Université de Montréal. Det betraktades som en begränsning för de fransktalande som hade genomgått den nya eftergymnasiala utbildningen cégep. 1969 skapades McGill français-rörelsen, som eftersträvade ett nytt, franskspråkigt, nationalistiskt och arbetarvänligt McGill. Rörelsen leddes av Stanley Gray, en professor i statsvetenskap från Ontario som ironiskt nog talade ganska dålig franska. Rörelsens huvudargument var att de franskspråkiga skattebetalare som finansierade McGill också skulle få ta del av dess undervisning. 28 mars 1969 ledde Gray en demonstration med 10 000 fackföreningsmedlemmar, vänsteraktivister, cégepstudenter, och även några McGill-studenter, utanför universitetet. McGill blev aldrig ett franskspråkigt universitet, men sedan 1980-talets mitt talar 20 % av studenterna franska. Sedan universitetets grundande har det också varit möjligt att skriva tentamina och uppsatser på både engelska och franska, undantaget i språkstudier.

## Akademisk profil och forskning

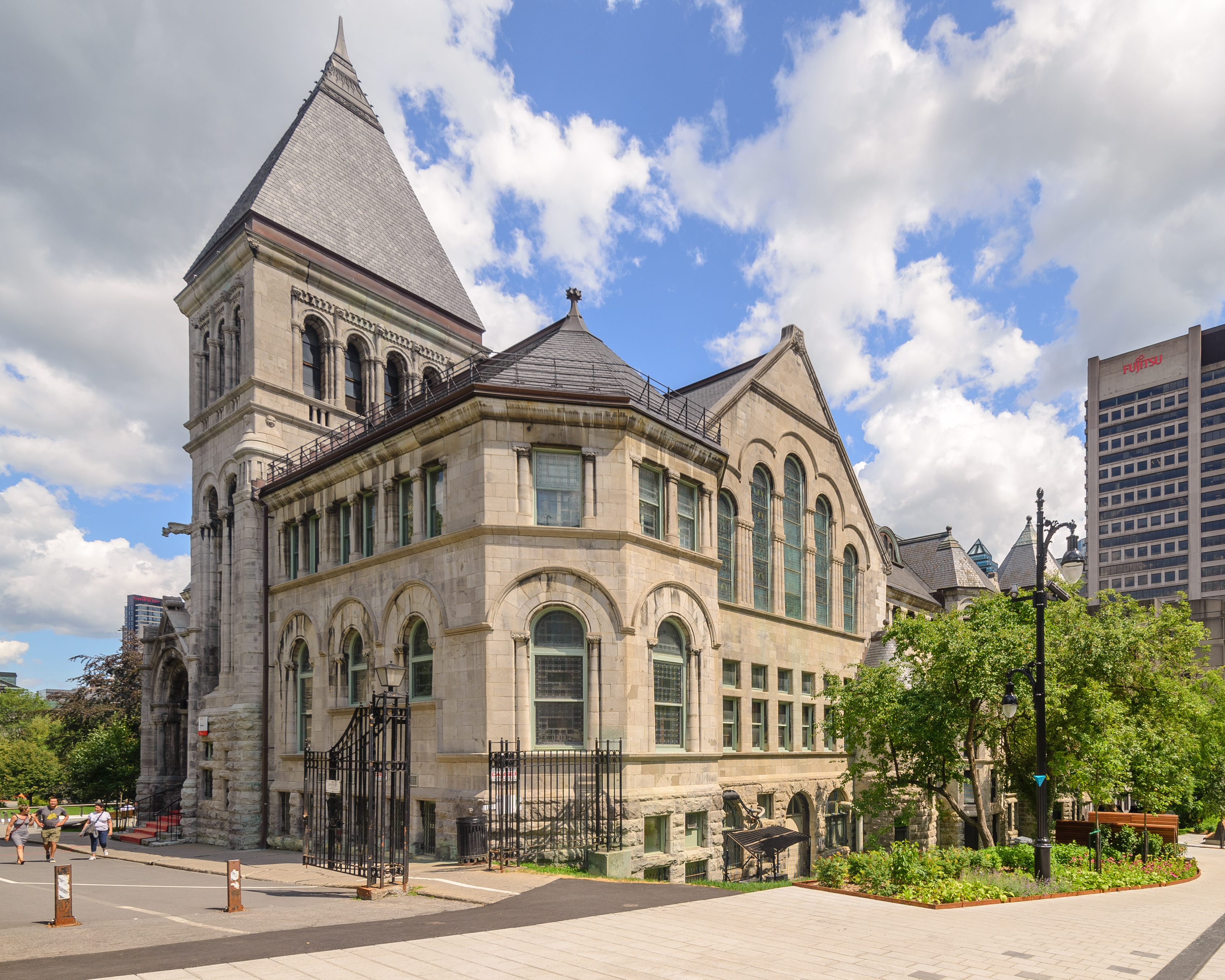
Redpath Hall uppfördes 1893.

McGill har mer än 340 program fördelade på elva fakulteter. År 2004 kom 49,6 procent av studenterna från Québec, 31,9 procent från resten av Kanada och 18,5 procent från andra länder, främst USA. Totalt 125 McGill-studenter har fått Rhodes-stipendier, fler än något annat kanadensiskt universitet. Fyra Nobelpristagare är också utbildade på McGill.
Det finns nästan 1 500 fast anställda professorer samt 4 300 biträdande professorer och gästprofessorer vid universitet. Enligt en studie av Research Infosource får McGills fakultetsmedlemmar störst mängd forskningspengar per anställd i Kanada. Professorer på McGill har fått 26 Québec-priser, 14 av Association francophone pour le savoirs priser och 13 Killam-priser.
Universitetet är kanske mest känt för sin forskning inom livsvetenskaperna. William Osler, Wilder Penfield, Donald Hebb, Brenda Milner med flera gjorde viktiga upptäckter inom medicin, neurovetenskap och psykologi medan de arbetade på universitetet. Världens första konstgjorda cell skapades av en doktorand på McGill. Inom datorområdet utvecklade McGill MUSIC/SP-programvaran för stordatorterminaler i slutet på 1960-talet, och Archie, världens första sökmotor, 1990. Bellairs Research Institute på Barbados drivs av McGill och är den enda kanadensiska forsknings- och utbildningsinstitutionen i tropikerna. Institutet används också av Canadian Space Agency för rymdforskning.
McGill-universitetet är med i Association of American Universities (AAU), en organisation för nordamerikanska forskningsintensiva universitet. Det är också medlem i den internationella organisationen Universitas 21 för forskningsintensiva universitet, samt den kanadensiska G10-gruppen för forskningsinriktade universitet.

### Fakulteter och motsvarande
- Filosofiska fakulteten (med Socialhögskolan och Miljöhögskolan*)
- Centrum för vidareutbildning
- Naturvetenskapliga fakulteten (med Högskolan för datavetenskap och Miljöhögskolan*)
- Tekniska fakulteten (med Arkitekturhögskolan och Stadsplaneringshögskolan)
- Jordbruks- och miljövetenskapliga fakulteten (med Dietisthögskolan och Miljöhögskolan*)
- Odontologiska fakulteten
- Utbildningsvetenskapliga fakulteten (med Biblioteks- och informationshögskolan)
- Juridiska fakulteten
- Företagsekonomiska fakulteten (Desautels Faculty of Management)
- Medicinska fakulteten (med Vårdhögskolan, Högskolan för kommunikationsvetenskap och -sjukdomar samt Högskolan för sjukgymnastik och arbetsterapi)
- Musikhögskolan (Schulich School of Music)
- Teologiska fakulteten

* Miljöhögskolan tillhör jordbruks- och miljövetenskapliga, filosofiska och naturvetenskapliga fakulteterna gemensamt.

## Campus

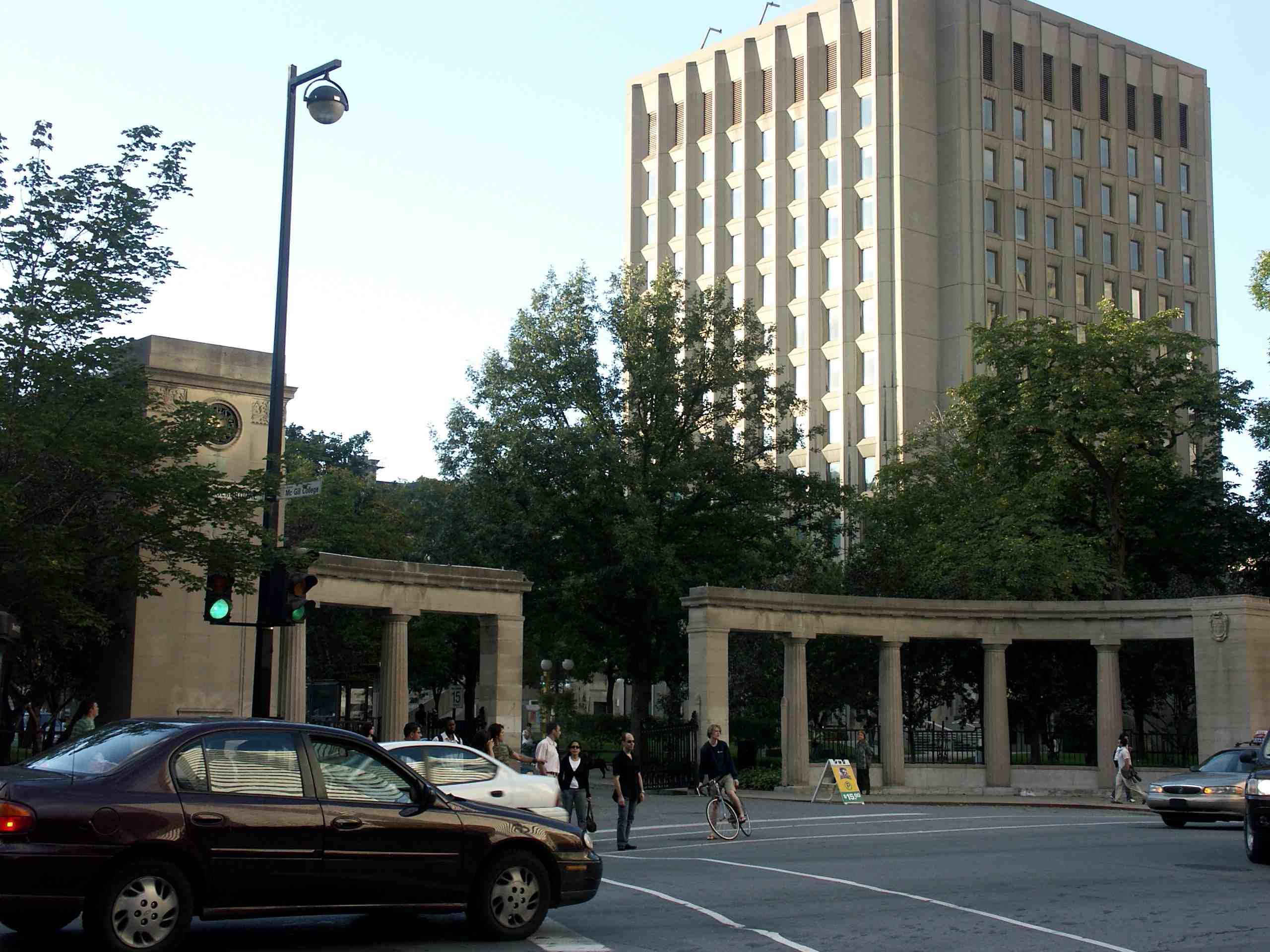
Roddick Gates är universitetets huvudentré från Rue Sherbrooke. Burnside Hall, tornet i bakgrunden, innehåller ett antal naturvetenskapliga institutioner.

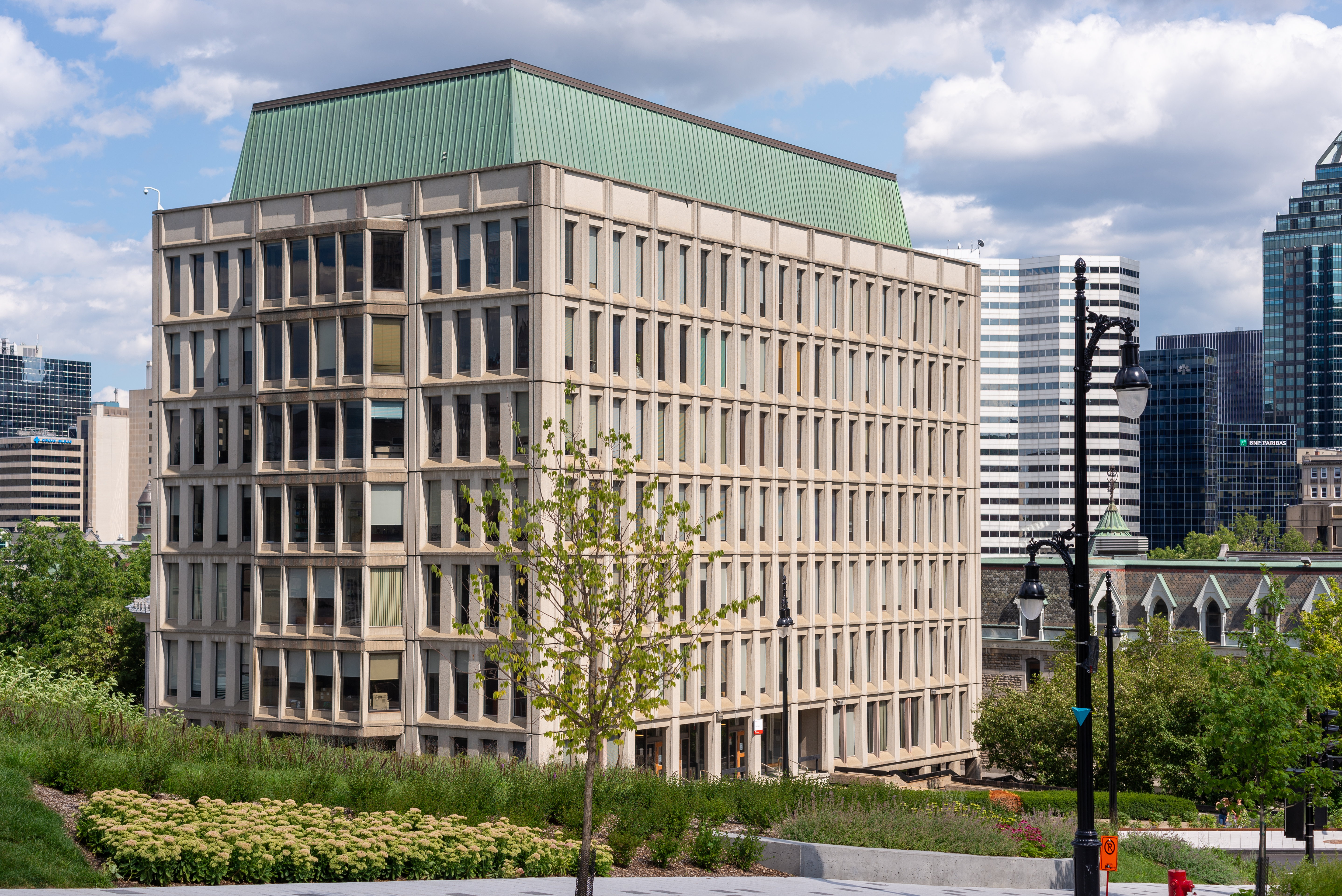
Stephen Leacock building uppförd i brutalistisk stil.

Universitetets huvudcampus ligger i Montréals innerstad vid Mont Royals fot, nära tunnelbanestationerna Peel och McGill. Byggnaderna är en blandning av gammalt och nytt, i blandade arkitekturstilar. De flesta byggnaderna är av grå kalksten, som skapar ett sammanhang.
På Macdonald-campuset i Sainte-Anne-de-Bellevue finns jordbruks- och miljövetenskapliga fakulteten, dietisthögskolan och miljöhögskolan.

## Studentliv
De flesta McGill-studenterna bor inte i studentbostäder, med undantag för förstaårsstudenter. Dock bor många studenter i ett samlat område öster om campusområdet som kallas McGill-ghettot (McGill Ghetto). 
Det finns två studentkårer på McGill, Students' Society of McGill University för grundutbildningsstudenter och Post-Graduate Students' Society of McGill University för doktorander. Det finns även fakultetsföreningar vid varje fakultet. Universitetets kårhus, där också många studentföreningar finns, kallas inofficiellt Shatner Building, efter William Shatner. Namnet tillkom efter en studentomröstning 1992, men universitetsledningen håller fast vid namnet University Centre eftersom Shatner varken har donerat större summor till universitetet eller deltagit i dess forskning.

## Idrott
Uppkomsten av såväl kanadensisk fotboll som ishockey och basket är alla kopplade till McGill. Världens första match i gridiron football (en hybrid mellan kanadensisk och amerikansk fotboll) spelades mellan McGill och Harvard 1874. Världens första organiserade ishockeyförening, McGill Redmen, spelade sin första match 1877. James Naismith, som hade studerat på McGill, uppfann basket 1891. Redmen är än idag namnet på McGills herrlag. Damlagen i olika sporter heter McGill Martlets, efter tornsvalan (martlet på engelska), universitetets symbol.